# 能美防災
能美防災株式会社（のうみぼうさい）は、国内最大手の総合防災設備メーカーであり、消防施設工事業を行うサブコンである。
火災報知設備、消火設備の製造開発、施工のほか、トンネル、船舶、プラント向け防災設備などを手掛けている。

## 事業内容
火災報知設備、消火設備をはじめとした各種防災システムの研究、開発、製造、施工、保守まで一貫して行っている。
一般的なビルの他、プラントやトンネル、ごみ処理場、空港といった大規模物件にも個別にシステムを開発し対応している。
またスプリンクラー設備の技術を生かし、屋外気温低減システムである「ドライミスト」を名古屋大学、清水建設、中部電力、川本製作所、NECトーキンと共同開発し、商標を登録。愛知万博や六本木ヒルズ、秋葉原クロスフィールド、熊谷駅北口などに納入している。また、熊谷市のイベントにも貸し出しを行っている。
2006年6月1日施工された改正消防法により新築住宅に、また既存住宅にも順次住宅用火災警報器の設置が義務付けられたことを踏まえ、住宅用火災警報器「まもるくん」シリーズの開発と製品化に力を入れている（初期モデルより本体を薄型化した製品も増え、東芝ライテックへも「なるる」ブランドでOEM供給。現行モデルは警報テスト用引きひも別売り）。

## 沿革
- 1916年（大正5年） - 能美輝一が大阪市に「能美商会」を創立。貿易業を営む。
- 1924年（大正13年） - 「能美商会」が自動火災報知機による防災事業を開始。
- 1933年（昭和8年） - 三十三間堂に国宝として初めて自動火災報知機を設置。
- 1936年（昭和11年） - 三十三間堂火災時に当社の自動火災報知機が作動し、大事を未然に防止。皇居に自動火災報知機を設置。
- 1944年（昭和19年）5月5日 - 能美商会を解散し、新たに日本防災通信工業株式会社を設立。これが現在の設立日となっている。
- 1948年（昭和23年） - 能美防災工業株式会社に商号変更。
- 1962年（昭和37年） - 東京証券取引所市場第二部に上場。
- 1964年（昭和39年） - 本社ビル、メヌマ工場落成。
- 1973年（昭和48年） - 研究所に火災実験用トンネルを完成。
- 1989年（昭和64年） - 能美防災株式会社に商号変更。
- 1991年（平成3年） - 東京証券取引所市場第一部に上場。
- 1994年（平成6年） - 恵比寿ガーデンプレイスニュースプリンクラーシステムが自治省消防庁長官賞受賞。
- 1995年（平成7年） - 中国に合弁会社「北京能美西科姆消防設備有限公司」を設立。
- 1996年（平成8年） - 北京能美西科姆消防設備有限公司を上海能美西科姆消防設備有限公司に名称変更。
- 2004年（平成16年） - 中国で合弁会社「能美保利（北京）智能技術有限公司」を設立。
- 2005年（平成17年） - 愛知万博（愛・地球博）の会場の一部に、暑さ対策の一環として「ドライミスト」を設置。
- 2006年（平成18年）- セコム株式会社を引受け先とする第三者割当増資を実施。
- 2008年（平成20年）- インドに合弁会社「Unitech Nohmi Fire Protection System Pvt. Ltd.」を設立
- 2009年（平成21年）1月22日 - 能美防災発祥の地であり、現在は三鷹工場がある三鷹市に対して、地域の安全に貢献したいとし住宅用火災警報器を5,500個寄贈した。三鷹市は高齢者住宅や障害者住宅に5,000個を無償で設置、残りの500個を公共施設に設置すると発表[1]。

- 2010年（平成22年）
  - 三郷市に研究開発センターを開設
  - 三鷹市に住宅用火災警報器5,500個を寄贈した功績が認められ、紺綬褒章を受章した[2]。
- 2011年（平成23年）- 住宅用火災警報器「まもるくん」（小型）を販売開始。
- 2014年（平成26年）-「リング型表示灯付発信機」がグッドデザイン金賞を受賞。
- 2017年（平成29年）- メヌマ工場新棟落成。同工場近傍に法人向けPR拠点・R&D拠点「能美テクノリウム メヌマ」を新設。
- 2022年（令和4年）- 三鷹工場を移転新築。
- 2024年（令和6年）- 監査役会設置会社から監査等委員会設置会社に移行。

## 特徴
能美防災は自らを「防災のパイオニア」と位置づけており、国内で初めての設置物件、開発したシステムが非常に多い。
国内初の設置物件
- 片倉製糸紡績株式会社岡谷工場に自動出火速報機を設置（1926年）
- 国宝として初めて三十三間堂に火災報知設備を設置（1933年）
  - 1936年、本堂床下で浮浪者による小火が発生したが、それを感知し火災を未然に防いでいる

- 皇居に火災報知設備を設置（1936年）
- 船舶用第1号として、あるぜんちな丸にスプリンクラー消火設備を設置（1957年）
- 高速道路トンネル第1号として名神高速道路、梶原・天王山トンネルに防災設備を設置（1962年）
- 超高層ビル第1号として霞が関ビルに防災設備を設置（1968年）
- 航空機用の火災センサーを初めて日本航空の機体に設置（1983年）

開発したシステム
- 防火防排煙システム（1973年）
- LNG基地防災システム（1974年）
- コンピューター室防災システム（1979年）
- 光LANを使った火災報知設備（1987年）
- 老人所帯向け総合安全システム（1988年）
- 住宅用ホームスプリンクラー（1988年）
- 大型バス用火災検知システム（1991年）
- 集合住宅システム「リサ」（1998年）
- 屋内駐車場向け次世代型消火システム「スコール」（1999年）
- 屋外気温低減システム「ドライミスト」（2005年）
- 火災予兆検知システム「PROTECVIEW」（2009年）
- 画像処理煙検知システム（2013年）
- 自動試験機能付P型自動火災報知システム「進PⅢ」（多回線タイプ）（2013年）
- P型自動火災報知システム「FAPJ/FCSJ104Nシリーズ」（多回線タイプ）（2013年）
- 自動試験機能付P型自動火災報知システム「地図式進PⅢ」（2015年）
- 小規模施設向け火災予兆センサ「PROTECVIEW LT」（2015年）
- クラウド型防災支援ソフト「TASKis」（2019年）
- VRコンテンツ「火災臨場体験VR ～混乱のオフィス～」（2021年）
- PFAS不使用環境配慮型泡消火薬剤（2024年）

## 著名な納入物件
- 横浜ランドマークタワー
- 新丸の内ビルディング
- 東京ガーデンテラス紀尾井町
- 六本木ヒルズ
- 渋谷ヒカリエ
- 東急プラザ銀座
- GINZA SIX
- 九州国立博物館
- JR博多シティ
- テレビ朝日本社ビル
- 東大寺
- 三十三間堂
- 池上本門寺宝塔
- 日光東照宮
- 出雲大社
- 姫路城
- 知恩院
- JR東京駅
- 羽田空港
- 成田空港
- タンソンニャット国際空港（ベトナム）
- 青函トンネル
- 首都高速中央環状線山手トンネル
- 東海北陸自動車道飛騨トンネル
- 瀬戸大橋
- 東京ドーム
- 福岡ドーム
- 歌舞伎座
- 東京電力東扇島火力発電所
- KNPC石油精製施設（クウェート）

## 創業の経緯
1923年、関東大震災の視察のため東京を訪れていた創業者、能美輝一は本所被服廠跡地で火災旋風に煽られ死亡した被災者の遺骨を積み上げた「12の白骨のピラミッド」を目にし、強い衝撃を受ける。
「4万人もの人間がこの狭い地域において瞬時にして死んだが、これは地震のためでなく火事のためである」と考えた輝一は、いまだ初歩的な破壊消防が主であった当時の日本の消防の実態に疑問を覚え、自ら消防事業に乗り出した。イギリスのG.L.スミスの空気管式自動出火速報機の特許を買い取った輝一はこれを改良し、1925年に複数の椀型空気室とダイアフラム、接点、リークバルブを備えた検出器と内径3ｍｍの鉛管から構成される火災警報器を製造・販売に乗り出した。翌年の1926年に片倉製糸紡績株式会社（現・片倉工業）岡谷工場に国内初となる自動出火速報機（現・自動火災報知機）を設置した。
なお、火災報知機としては1920年に東京報知機株式会社（現・ホーチキ）が日本橋に設置したM型発信機（現・火災通報装置）が国内初となる。

## 事業所一覧
研究所・工場
- 三鷹工場（東京都三鷹市）
- メヌマ工場（埼玉県熊谷市）
- 研究開発センター（埼玉県熊谷市、三郷市）
- A研究棟（埼玉県熊谷市）

支社・営業所
- 支社

北海道（札幌）、東北（仙台）、新潟、長野、静岡、中部（名古屋）、金沢、西関東（八王子）、丸の内、茨城（水戸）、北関東（さいたま）、千葉、横浜、関西（吹田）、京都、中国（広島）、岡山、九州（福岡）
- 営業所

青森、盛岡、秋田、郡山、宇都宮、群馬（高崎）、岐阜、三重（津）、 富山、福井、高松、松山、長崎、熊本、大分、宮崎、鹿児島、沖縄（那覇）他15箇所
海外
- 台北事務所（中華民国台北市）
- 台湾能美防災(股)有限公司（中華民国台北市）
- 上海能美西科姆消防設備有限公司（中華人民共和国上海市）
- 能美保利（北京）智能技術有限公司（中華人民共和国北京市）
- Nohmi Bosai (India) Private Limited（インド）
- ドバイ駐在事務所（ドバイ首長国）
- シンガポールブランチ（シンガポール）

その他
- ノーミトレーニングセンター（東京都江東区）
- 能美テクノスペース 市ケ谷（東京都千代田区）
- 能美テクノリウム メヌマ（埼玉県熊谷市）

## 関連会社
主要子会社
- 日信防災株式会社
- 能美エンジニアリング株式会社
- 上海能美西科姆消防设备有限公司

その他20社
関連会社
- 株式会社コーアツ

## 提供番組
現在
2024年現在で提供番組はない
過去
- 報道特集NEXT（TBS系列、2008年10月4日分 - 2009年3月28日分）
- がっちりマンデー!!（TBS系列、2021年11月）
- クイズプレゼンバラエティー Qさま!!（テレビ朝日系列、2015年10月 - 降板時期不明）
- 報道ステーション（テレビ朝日系列、2021年10月～2022年3月）